# Свободу нам!
«Свободу нам!» (фр. À nous la liberté) — французский комедийный фильм режиссёра Рене Клера, снятый в 1931 году. В главных ролях — Анри Маршон и Раймон Корди.

## История создания
После успеха комедии «Миллион» (1931) Рене Клер приступает к съёмкам фильма «Свободу нам!». Ассистент Рене Клера в Альбер Валентен вспоминал, что, ежедневно идя на киностудию, находившуюся в Эпине (Épinay-sur-Seine), где он монтировал «Миллион», Клер проходил большой пустырь, где  однажды увидел бродягу, который  разлегся на фоне промышленных зданий. Эти два зрительных образа и стали ключевыми для будущего сценария. «Это было время,— рассказывал Рене Клер,— когда я был очень близок к крайне левым и стремился бороться с механизацией в тех случаях, когда она означала рабство для человека…».
Композитор Жорж Орик был обязан по контракту находиться постоянно на студии во время съёмок, что позволило ему изучить процесс кинопроизводства и создания музыки для кино: «… я очень благодарен Рене Клеру, что он потребовал моего присутствия на съёмках, которое могло показаться необычным, но для меня было полно живого интереса». Рене Клер позже признает, что ошибся, думая, будто говорящие на языке песни персонажи лучше донесут до зрителя сатирический смысл картины. 
Кинокомпания Tobis, владеющая авторскими правами «Свободу нам!», подала в суд на Чарли Чаплина, обвиняя его в плагиате в фильме «Новые времена» (в частности сцены на конвейере). Рене Клер отказался участвовать в судебных преследованиях и писал, что он был бы счастлив, если Чарли Чаплин, которого Рене очень уважал, был вдохновлён его фильмом. Дело было разрешено без суда после Второй мировой войны. Сходные сцены на конвейере также были в советских фильмах «Конвейер смерти» 1933 года а также «Гибель сенсации» 1935 года (вольная экранизация пьесы Карела Чапека «R. U. R.» 1920 года). 

## Сюжет
Луи и Эмиль — сокамерники в тюрьме. Они трудятся на конвейере по производству деревянных лошадок. Однажды они пытаются бежать, но из тюрьмы удалось выбраться только Луи. На свободе Луи проходит путь от торговца звукозаписями до владельца компании по производству фонографов, которая мало чем отличается от тюрьмы.
Эмиля освобождают, но снова арестовывают за бродяжничество. Ему удается бежать. Он влюбляется в Жанну, которая работает на фабрике Луи. Эмиль следует за ней и начинает работать на конвейере, где устраивает кавардак. Его приводят к Луи. Луи его сначала не узнает и пытается откупиться, но потом приглашает к себе домой на ужин, где Эмиль распугивает всех гостей. От Луи уходит жена.
На следующий день Луи пытается помочь влюблённому Эмилю в его отношениях с Жанной, но та влюблена в другого и Эмиль отказывается от своих планов. Луи шантажируют, грозя заявить в полицию о его прошлом. При открытии новой фабрики, которую Луи отдал рабочим, полиция пытается схватить его, но ему удаётся сбежать. В финале Луи и Эмиль бродяжничают по дорогам.

## В ролях
- Анри Маршон[фр.] — Эмиль
- Раймон Корди[фр.] — Луи
- Ролла Франс (Rolla France) — Жанна
- Поль Оливье (Paul Ollivier) — Поль Имак, дядя Жанна
- Жак Шелли (Jacques Shelly) — Поль
- Андре Мишо (André Michaud) — диспетчер
- Жермен Оссе (Germaine Aussey) — Мод, любовница Луи
- Александер д’Арси (Alexandre d’Arcy) — жиголо
- Вильям Берк (William Burke) — главарь бандитов
- Винсент Испа (Vincent Hyspa) — оратор
- Леон Лорин (Léon Lorin) — суетливый чиновник

## Награды
- Венецианский кинофестиваль — «Most Amusing Film»
- Kinema Junpo Awards — «Лучший фильм на иностранном языке»
- номинация на Оскар — «Лазарь Меерсон в категории Лучшая работа художника-постановщика»

## Критика и отзывы
Вуди Аллен отмечая какое влияние на него оказали европейские комедии заметил в интервью, что: «Я был по-настоящему поражён, когда в первый раз посмотрел «Свободу нам!». Фильм показался мне совершенно замечательным».